# 송악면
송악면(松岳面)은 대한민국 충청남도 아산시에 있는 면이다. 아산시에서 면적이 가장 넓지만, 인구는 가장 적다.

동쪽으로는 배방읍 및 천안시 동남구 광덕면, 서쪽으로는 도고면과 예산군 대술면, 남쪽으로는 공주시 유구읍, 북쪽으로 온양2동, 온양5동, 온양6동이 접해있다.

## 연혁
- 1914년 4월 1일 남상면과 남하면을 통합하여 송악면 신설
- 2013년 7월 23일 : 유곡리에서 유곡3리 분할[1]

## 행정 구역
| 법정리 | 행정리                    | 비고                         |
| ------ | ------------------------- | ---------------------------- |
| 강당리 | 강당1리, 강당2리          |                              |
| 강장리 | 강장1리, 강장2리          |                              |
| 거산리 | 거산1리, 거산2리          |                              |
| 궁평리 | 궁평리                    |                              |
| 동화리 | 동화1리, 동화2리, 동화3리 |                              |
| 마곡리 | 마곡1리, 마곡2리          |                              |
| 송학리 | 송학1리, 송학2리          |                              |
| 수곡리 | 수곡1리, 수곡2리          |                              |
| 역촌리 | 역촌1리, 역촌2리          | 면행정복지센터 소재지        |
| 외암리 | 외암1리, 외암2리, 외암3리 |                              |
| 유곡리 | 유곡1리, 유곡2리, 유곡3리 | 2013년 7월 23일 유곡3리 신설 |
| 종곡리 | 종곡리                    |                              |
| 평촌리 | 평촌1리, 평촌2리, 평촌3리 |                              |

## 교육
- 서남대학교
- 송남중학교
- 거산초등학교
- 송남초등학교

## 문화
- 약사여래입상 (보물 제536호)

## 교통 시설
- 국도 : 국도 제39호선